# Jonathan Van Ness
Jonathan Van Ness, född 28 mars 1987, är en amerikansk frisör, poddsändare och TV-personlighet. Hen är internationellt känd som hårexpert i Netflixserien Queer Eye, för sitt arbete med webbserien Gay of Thrones och för podcasten Getting Curious with Jonathan Van Ness.

## Biografi

### Uppväxt
Jonathan Van Ness är uppvuxen i en journalistfamilj i Quincy, Illinois. Hens mor är vice president för Quincy Media som äger 16 tv-stationer och två lokaltidningar. Van Ness har varit öppen med sin sexualitet under hela sitt liv. Hen fick utstå mobbning och dödshot för sitt feminina uttryck.
Van Ness var den första manliga cheerleadern på Quincy Senior High School och fortsatte med cheerleading vid University of Arizona, innan hen hoppade av för att studera kosmetologi. Van Ness är utbildad vid Aveda Institute i Minneapolis. År 2009 flyttade hen till Los Angeles för att arbeta som frisör.

### Karriär
Det var när Van Ness vän Erin Gibson, som då arbetade för komedisajten Funny or Die, satt i frisörstolen som idén till webbserien Gay of Thrones föddes. Van Ness nominerades både 2018 och 2019 till en Primetime Emmy Award för Outstanding Short Form Variety Series (ungefär: bästa komediserie i kortformat) för Gay of Thrones.
Sedan 2015 har Van Ness varit värd för den veckovisa podcasten Getting Curious with Jonathan Van Ness där hen djupdyker i olika ämnen tillsammans med en inbjuden expertgäst.
Van Ness är sedan 2018 en av programledarna för Netflix-nyproduktion av Queer Eye.
År 2019 publicerade hen självbiografin Over the Top: A Raw Journey to Self-Love. År 2020 släppte hen bilderboken Peanut goes for the gold tillsammans med illustratören Gillian Reid. Boken handlar om ett ickebinärt marsvin som älskar rytmisk gymnastik.

### Privatliv
I slutet av 2010-talet kom Van Ness ut som ickebinär, hen använder pronomen han, hon och hen.
Som barn utsattes hen för sexuella övergrepp, något hen menar lagt grunden för senare självdestruktivitet. Hen har också erfarenhet av drogmissbruk och sex mot ersättning.
Som 25-åring testade hen positivt för HIV, vilket blev en vändpunkt i livet. I en intervju med New York Times har hen beskrivit sig som en "stolt medlem av det vackra HIV-positiva communityt".

## Filmografi

### TV och webb
| År            | Titel            | Roll             | Övrigt                                        |
| ------------- | ---------------- | ---------------- | --------------------------------------------- |
| 2013–2019     | Gay of Thrones   | Jonathan         | 45 avsnitt                                    |
| 2014          | I Love the 2000s | Sig själv        | 10 avsnitt                                    |
| 2018–pågående | Queer Eye        | Sig själv        | 47 avsnitt                                    |
| 2019          | Big Mouth        | Sig själv (röst) | Avsnitt: "Disclosure the Movie: The Musical!" |